# Prince Skyway
Prince Skyway — серия коммерческих автомобилей, выпускавшихся компанией Prince Motor Company с 1957 по 1967 год. Автомобили выпускались на базе различных моделей Prince Skyline.
В 1966 году, после слияния с Nissan, Skyway V51A был переименован в «Skyline Van».
Среди моделей Prince Skyway были следующие:
- Универсал AVG-1 — на базе серии Prince Skyline ALSI-1 1957 года выпуска

- Пикап ALPE-1 — на базе серии Prince Skyline ALSI-1 1957 года выпуска

- Универсал ALVG-2 — на базе модели Prince Skyline ALSI-2 1959 года выпуска

- Пикап ALPE-2 — на базе модели Prince Skyline ALSI-2 1959 года выпуска

- Универсал ALVG-2 — на базе модели Prince Skyline ALSI-2-1 1960 года выпуска

- Пикап ALPE-2 — на базе модели Prince Skyline ALSI-2-1 1960 года выпуска

- Универсал BLVD-3 — на базе модели Prince Skyline BLSI-3 1961 года выпуска

- Пикап VIPER-3 — на базе модели Prince Skyline BLS-3 1961 года выпуска

- Универсал V23 — основан на серии Prince Skyline S21 1962 года выпуска

- Пикап P23 — на базе серии Prince Skyline S21 1962 года выпуска

- Универсал V51-1 — на базе серии Prince Skyline S50-1 1963 года выпуска

- Универсал V51A-2 — на базе серии Prince Skyline S50-2 1965 года выпуска

Коммерческий вариант Skyline в виде универсала был снят с производства вместе с Nissan Prince Skyline S50-3, который был представлен в августе 1967 года.

## Галерея
- Prince Skyway V23
- Второе поколение универсала Nissan Prince Skyline 1500 Van DeLuxe V51B (ранее известного как «Prince Skyway 1500» до октября 1966 года)
- Вид сзади